# Tortona
Tortona es un municipio italiano de la provincia de Alessandria, en la región del Piamonte. Situado sobre el margen derecho del río Scrivia, entre la llanura de Marengo y las últimas sierras del Apenino Ligure, cuenta con una población de unos 27 708 habitantes.

## Toponimia
El topónimo en italiano es Tortona. El nombre de la localidad en piemontés es Torton-a [tʊr'tʊŋa], en lombardo Turtuna [tʊr'tʊŋa] y en dialecto local Turtona [tʊr'tɔŋa].

## Geografía

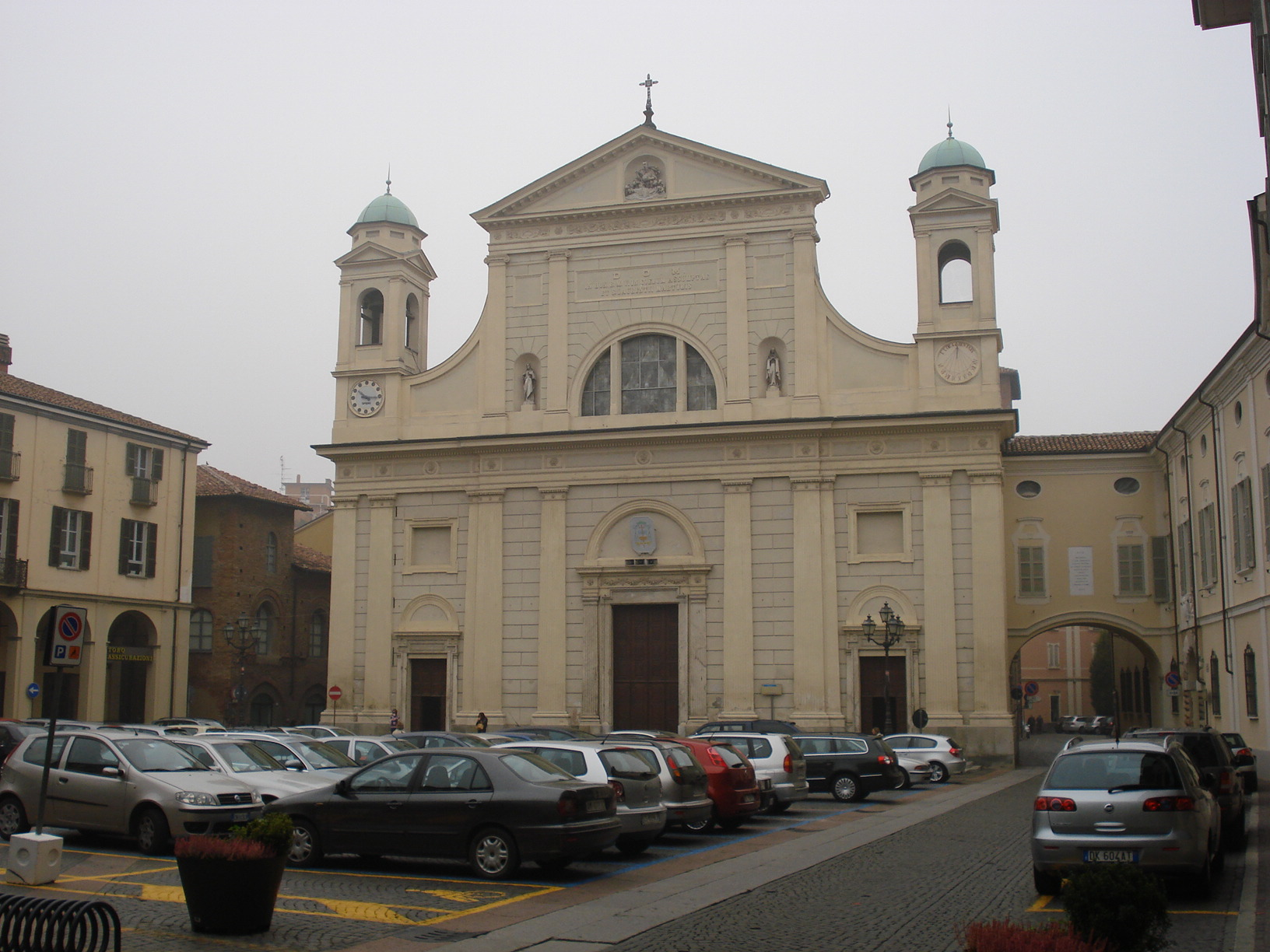
Piazza del Duomo

Tortona se halla en el sureste de Piemonte, a 20 kilómetros del este de Alessandria, no muy lejos de la ciudad de Voghera. La ciudad se sitúa sobre el margen derecho del afluente Scrivia, mientras que el barrio de San Bernardino es atravesado por el arroyo Ossona. Al este se encuentra la colina del Castillo y al sur se extienden los valles Ossona, Grue y Curone.
La parte alta de Tortona se extiende sobre siete colinas. Por tal razón, la ciudad es llamada por algunos la "Pequeña Roma".

## Historia
La diócesis de Tortona es una de la más antiguas del mundo. Según la tradición, al primer obispo San Marziano fue martirizado en 122. Las noticias históricas que existen sobre san Marziano son escasas y fragmentarias; seguramente ya existía en Tortona una comunidad cristiana en el II siglo.
La ciudad pertenecía al Ducado de Milán, el 6 de febrero de 1734, durante la guerra de sucesión polaca, fue ocupada por el Reino de Cerdeña. Confirmándose su posesión mediante el Tratado de Viena (1738).

## Demografía
| Gráfica de evolución demográfica de Tortona entre 1861 y 2011 |
|                                                               |
| Fuente ISTAT - elaboración gráfica de Wikipedia               |

## Ciudades hermanadas
Tortona está hermanada con las siguientes ciudades:
- Weilburg (Alemania, desde 2008).
- Jiāngyīn (China).
- Privas (Francia).
- Zevenaar (Países Bajos).